# Ellopták Jupiter fenekét
Az Ellopták Jupiter fenekét (eredeti, francia címén On a volé la cuisse de Jupiter) 1979-ben forgatott és 1980-ban bemutatott francia filmvígjáték. Magyarországon a francia filmhét keretében, 1980. december 7-én mutatták be a budapesti Szikra mozi kamaratermében francia nyelven, majd másnap a Vörös Csillag moziban szinkronizálva.

## Rövid leírás
A klasszika-filológia professzor Antoine és a rendőr Lise Görögországban töltik a nászútjukat. Eközben összeismerkednek a fiatal régész Charles-lal és párjával, Agnèsszel. Charles egy feltárása során rátalál egy klasszikus szobor gyönyörű hátsó felére – amelyről felmerül, hogy akár Praxitelész munkája is lehet –, ami után hirtelen bonyodalmak sora veszi kezdetét. Charles ugyanis múzeumba szeretné küldeni a szobrot, Agnès viszont jó pénzért eladná, amivel meg is bíz egy jóvágású tengerészt. Utóbbit azonban holtan találják, ráadásul tanú van arra, hogy előzőleg konfliktusa volt a két másik férfival, ezért a rendőrség Charles-t és Antoine-t gyanúsítja a gyilkossággal. A két hölgy erre akcióba lendül, hogy kiszabadítsák párjaikat és egyben megtalálják a valódi gyilkost.

## Közreműködők

### Szereplők
- Annie Girardot – Lise Tanquerelle
- Philippe Noiret – Antoine Lemercier
- Francis Perrin – Charles-Hubert
- Catherine Alric – Agnès Pochet
- Marc Dudicourt – Spiratos

### Alkotók
- Rendező: Philippe de Broca
- Forgatókönyvíró: Michel Audiard, Philippe de Broca
- Zeneszerző: George Hatzinassios
- Operatőr: Jean-Paul Schwartz
- Jelmeztervező: Catherine Leterrier
- Vágó: Henri Lanoë